# Vadstena adliga jungfrustift

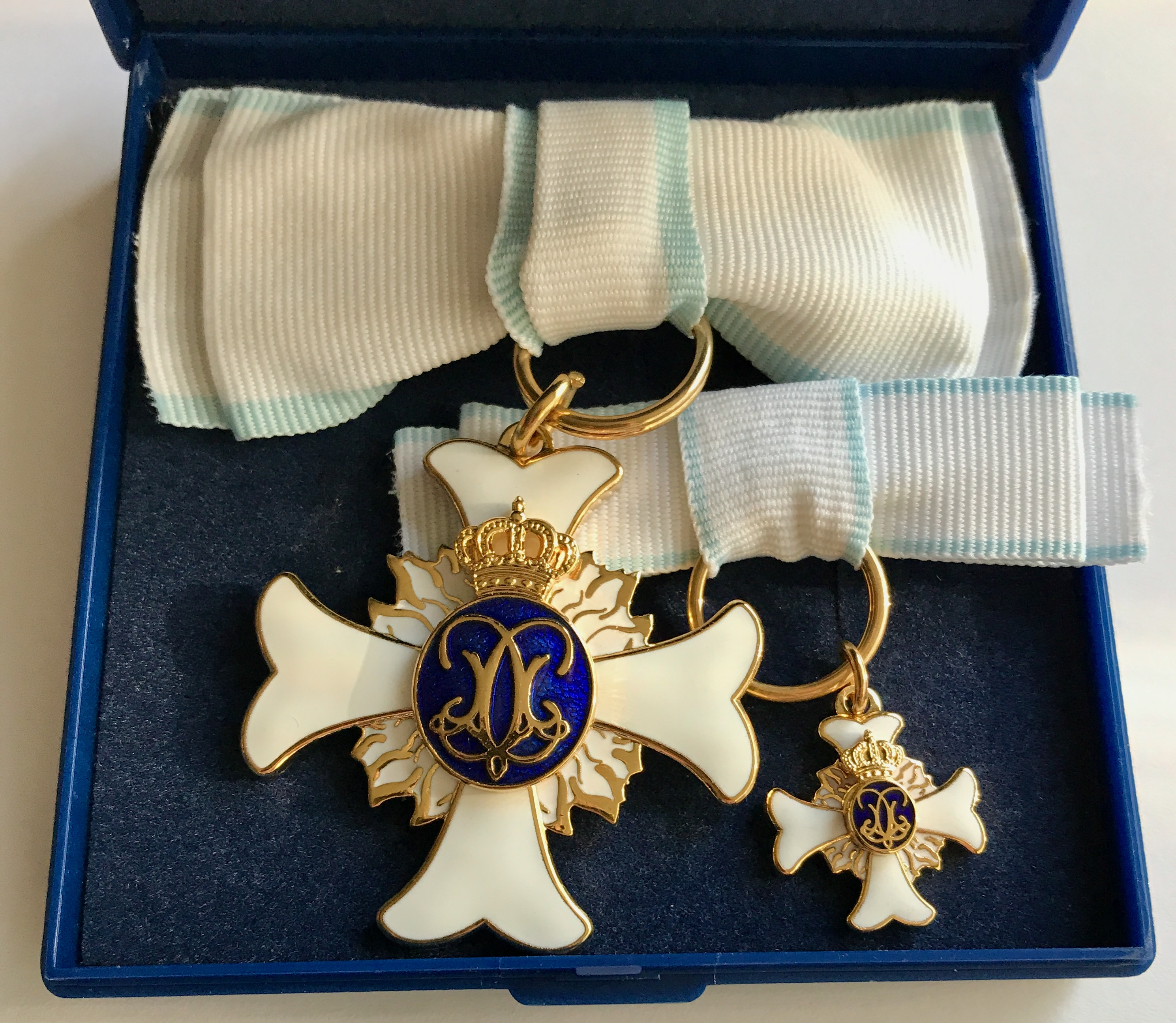
Vadstena adliga jungfrustift, stiftskors 2017

Vadstena adliga jungfrustift, VAJS, är en pensionsstiftelse som förvaltas av riddarhusdirektionen. Stiftelsen grundades 1739 på förslag av Carl Wilhelm Cederhielm.

## Historia
Under den katolska medeltiden var det vanligt att adelssläkter placerade sina ogifta döttrar i nunnekloster och därmed skapade försörjning för dem under hela deras liv. Efter reformationen ombildades många nunnekloster till adliga jungfrustift, motsvarande hem för ogifta adelsdamer. De erhöll titeln stiftsjungfru (och kallades även stiftsfröken), och denna titel används fortfarande för dem som är inskrivna vid Vadstena adliga jungfrustift. 
Förslaget att inrätta ett jungfrustift i Sverige väcktes första gången av Carl Wilhelm Cederhielm år 1734 med stöd från Ulrika Eleonora d.y., som har sagts "lagt grunden" för stiftet, och godkändes fem år senare. Till beskyddare utsågs senare kronprinsessan Lovisa Ulrika.
Stiftet fick som uppgift att ge unga adelsfröknar en god uppfostran, men även att se till att de som var alltför fattiga fick en försörjning. Lovisa Ulrika fick inspiration från fransyskan Madame de Maintenon som var Ludvig XIVs andra inofficiella hustru och hade startat ett liknade projekt i Frankrike. Först fanns det förslag om att husera stiftet i Fredrikshovs slott eller det Schefflerska palatset på drottninggatan. Lovisa Ulrika såg dock till att Vadstena slott blev tillgänglig som lokaler för stiftet, men eftersom adelsstiftet redan från början brottades med ekonomiska problem kom man aldrig att använda lokalerna. Planen var att verksamheten skulle innefatta en föreståndare med titeln abbedissa och nio altfröknar boende i stiftets lokaler, samt ytterligare 180 bidragstagare i olika inkomstklasser. (Det blev till slut 63). I personalstyrkan var det tänkt att det skulle ingå både pigor och drängar, lärare från Frankrike och Tyskland samt präster. Kostnaden beräknades bli så hög att verksamheten aldrig kom i gång. De första bidragen till adelsfröknar utbetalades dock år 1747. År 1750 beslöt stiftets styrelse att flytta verksamheten till Stockholm, och Johanna Margareta von Tiesenhausen utnämndes till abbedissa. Olika byggnader föreslogs som lokaler, men planen verkställdes aldrig. Däremot hade Norrköping jungfrustift en reell verksamhet i Norrköping mellan 1784 och 1796, och denna räknades som en förgrening av Vadstena adliga jungfrustift. Av de elever som antogs fanns Lovisa Sofia Hård, dotter till den landsflyktige kuppmakaren i 1756 års statskupp försök, Johan Ludvig Hård.
Adeln var inte intresserad av att bidra ekonomiskt till stiftet och 1758 upphörde därför drottning Lovisa Ulrikas beskydd. Vadstena adliga jungfrustift ombildades till pensionsfond och 1822 övertogs förvaltningen av riddarhusdirektionen.

## Abbedissor
- Johanna Margareta von Tiesenhausen
- Ottiliana Vellingk (1697–1766)

## Bilder

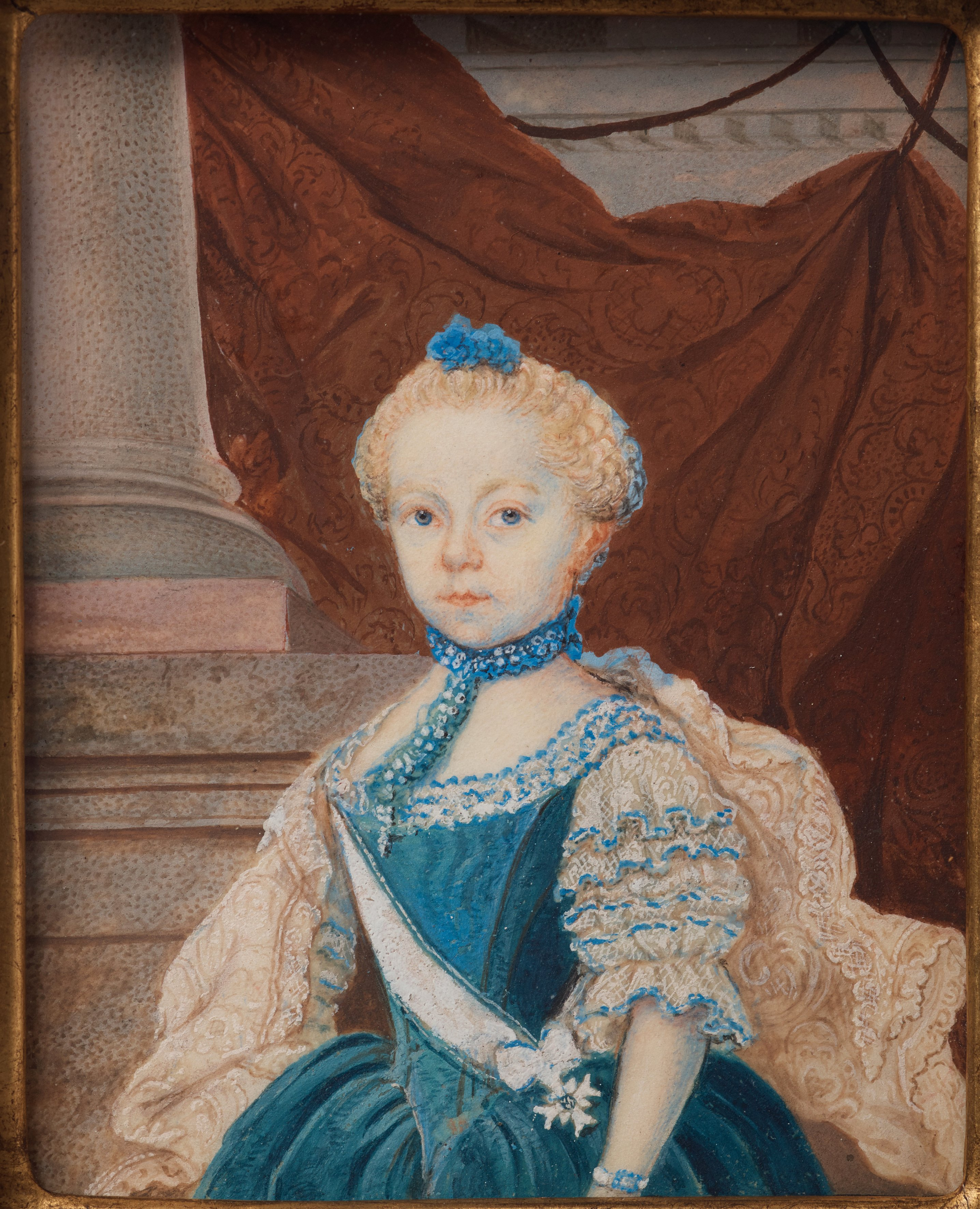
Fredrika Charlotta Insenstierna avporträtterad på 1760-talet av Niklas Lafrensen. Fredrika Charlotta på Jungfrustiftets stiftskors.

## Verksamhet
Understöd delas till de hundra äldsta som är inskrivna i stiftet.
Som stiftsjungfru har man rätt att bära ett stiftskors. Det bärs på bröstet i en rosett av vitt band med ljusblå kanter.